# João Carvalho
João António Antunes Carvalho, meglio noto come João Carvalho (Castanheira de Pera, 9 marzo 1997), è un calciatore portoghese, centrocampista dell'Estoril Praia.

## Caratteristiche tecniche
Trequartista dotato di grande tecnica individuale, può essere schierato anche da ala. Abile nel fornire assist ai compagni, i suoi punti deboli sono un fisico esiguo ed uno scarso senso della posizione.

## Statistiche

### Presenze e reti nei club
Statistiche aggiornate al 25 gennaio 2018.
| Stagione         | Squadra          | Campionato       | Campionato | Campionato | Coppe nazionali | Coppe nazionali | Coppe nazionali | Coppe continentali | Coppe continentali | Coppe continentali | Altre coppe | Altre coppe | Altre coppe | Totale | Totale | Totale |
| Stagione         | Squadra          | Comp             | Pres       | Reti       | Comp            | Pres            | Reti            | Comp               | Pres               | Reti               | Comp        | Pres        | Reti        | Pres   | Reti   |        |
| ---------------- | ---------------- | ---------------- | ---------- | ---------- | --------------- | --------------- | --------------- | ------------------ | ------------------ | ------------------ | ----------- | ----------- | ----------- | ------ | ------ | ------ |
| 2014-2015        | Benfica B        | SL               | 18         | 1          | -               | -               | -               | -                  | -                  | -                  | -           | -           | -           | 18     | 1      |        |
| 2015-2016        | Benfica B        | SL               | 37         | 2          | -               | -               | -               | -                  | -                  | -                  | -           | -           | -           | 37     | 2      |        |
| 2016-gen. 2017   | Benfica B        | SL               | 19         | 6          | -               | -               | -               | -                  | -                  | -                  | -           | -           | -           | 19     | 6      |        |
| gen.-giu. 2017   | Vitória Setúbal  | PL               | 15         | 1          | TdP+TdL         | -               | -               | -                  | -                  | -                  | -           | -           | -           | 15     | 1      |        |
| 2017-2018        | Benfica          | PL               | 3          | 0          | CP+CdL          | 1+1             | 0               | UCL                | 1                  | 0                  | SP          | 0           | 0           | 6      | 0      |        |
| 2017-2018        | Benfica B        | SL               | 2          | 0          | -               | -               | -               | -                  | -                  | -                  | -           | -           | -           | 2      | 0      |        |
| Totale Benfica B | Totale Benfica B | Totale Benfica B | 76         | 9          |                 | -               | -               |                    | -                  | -                  |             | -           | -           | 76     | 9      |        |
| Totale carriera  | Totale carriera  | Totale carriera  | 94         | 10         |                 | 2               | 0               |                    | 1                  | 0                  |             | 0           | 0           | 97     | 10     |        |

## Palmarès

### Club

#### Competizioni nazionali
- Supercoppa di Portogallo: 1

Benfica: 2017
- Campionato greco: 1

Olympiakos: 2021-2022

#### Competizioni internazionali
- UEFA Conference League: 1

Olympiakos: 2023-2024